# سوووشووا
سوووشووا (به لهستانی:  Sułoszowa) یک روستا در لهستان است که در گمینا سوووشووا واقع شده‌است. سوووشووا ۴٬۲۰۰ نفر جمعیت دارد.